# لوران كوشيلني
لوران كوشيلني (بالفرنسية: Laurent Koscielny)‏ مواليد 10 سبتمبر 1985 في فرنسا، هو لاعب كرة قدم فرنسي يلعب لنادي آرسنال ومنتخب فرنسا لكرة القدم كمدافع. سبق له أن لعب في كأس العالم لكرة القدم مع منتخب بلاده.

## روابط خارجية
- لوران كوشيلني على موقع الاتحاد الدولي (مؤرشف)  (الإنجليزية)
- لوران كوشيلني على موقع الاتحاد الأوربي (الإنجليزية)
- لوران كوشيلني على موقع رابطة كرة القدم الفرنسية للمحترفين (الإنجليزية)
- لوران كوشيلني على موقع إي إس بي إن إف سي (الإنجليزية)
- لوران كوشيلني على موقع قاعدة بيانات كرة القدم.إي يو (الإنجليزية)
- لوران كوشيلني على موقع ليكيب (الفرنسية)
- لوران كوشيلني على موقع ناشيونال فوتبول تيمز (الإنجليزية)
- لوران كوشيلني على موقع Soccerbase.com (لاعب) (الإنجليزية)
- لوران كوشيلني على موقع Soccerway.com (الإنجليزية)
- لوران كوشيلني على موقع عالم كرة القدم.نت (الإنجليزية)